# Штокроза розовая
Штокро́за ро́зовая, или Штокроза обыкнове́нная (лат. Álcea rósea), — травянистое растение, вид рода Штокроза (Alcea) семейства Мальвовые (Malvaceae). В просторечии это растение нередко называют «мальвой».
Известно повсеместно, но только в культуре. Первичный ареал растения не найден.

## Ботаническое описание

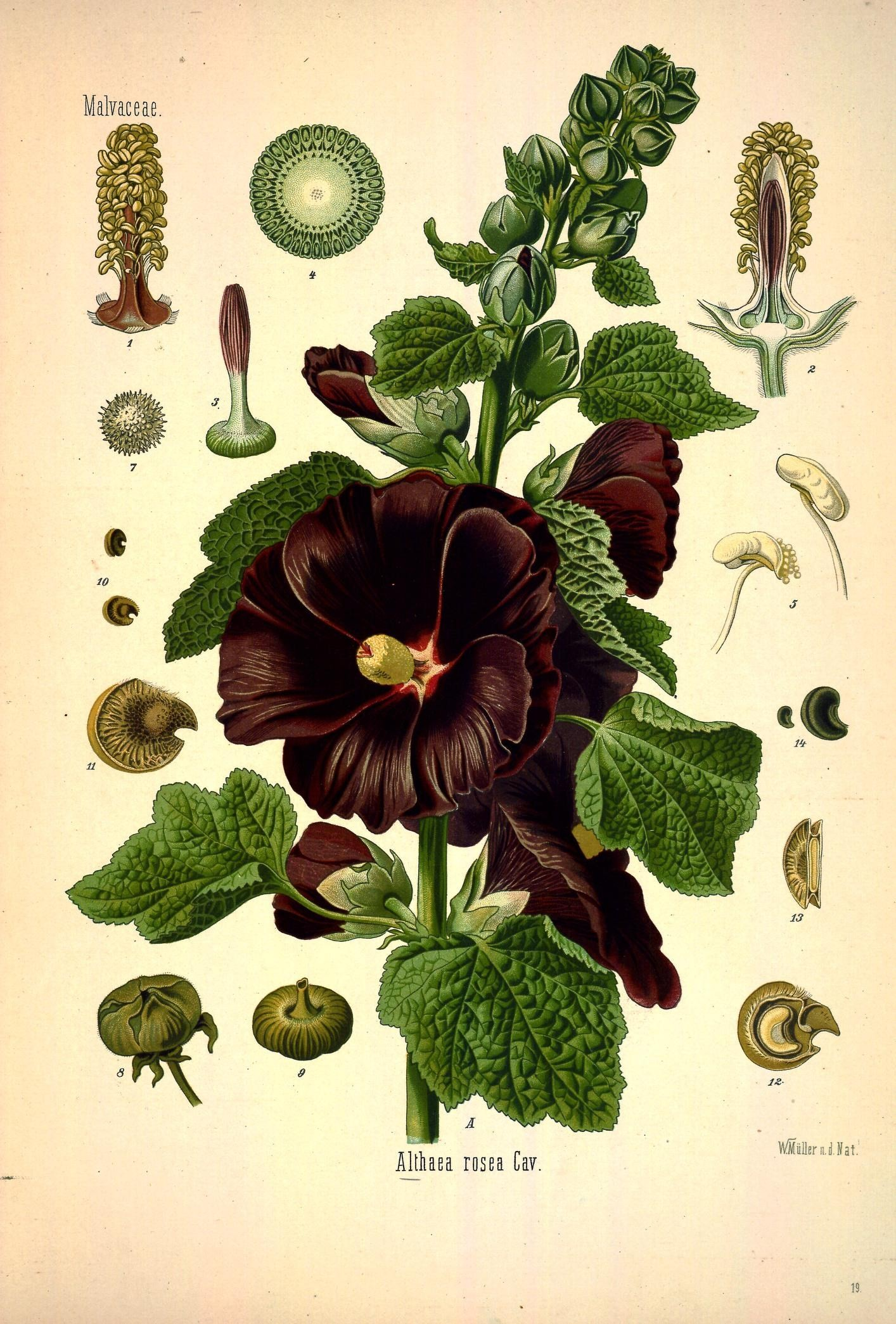

Штокроза розовая — двулетнее растение с прямостоячим стеблем, достигает в высоту 80—250 см.
Нижние листья — крупные, сердцевидно-округлые, пальчато-лопастные; средние — пятилопастные; верхние — трёхраздельные; стеблевые — очерёдные; ворсистые, до 10 см в поперечнике. В год посева образует розетку листьев, на следующий год — 2—3 цветущих стебля.
Цветки — разнообразной окраски от белого и розового до чёрного, крупные, колокольчатовидные, до 12 см в диаметре, с двойным околоцветником, со сростнолепестным пятичленным венчиком, на коротких цветоножках, собраны в колосовидное соцветие в числе (15)20—60. Тычинки многочисленные, сросшиеся нитями в цилиндрическую трубку.
Пыльцевые зёрна многопоровые, шаровидной формы, 116,6—140,8 мкм в диаметре (с шипами). Поры округлые, с ровными краями, от 3 до 4,4 мкм в диаметре, расположены неравномерно на расстоянии 5,5—15 мкм одна от другой, мембрана пор мелкозернистая, толщина экзины (без шипов) до 5 мкм. Скульптура шиповатая, шипы крупные, конические, до 13 мкм высотой, с диаметром основания 3,4—4 мкм, чередуются с более короткими притуплёнными шипами до 5 мкм длиной. Текстура пятнистая. Пыльца тёмно-жёлтого цвета.

## Применение
Повсеместно используется как декоративное растение. Зацветает на второй год после посадки. Цветёт в июле — сентябре. Долго сохраняется на месте бывшей культуры и даже как бы дичает.
В медицинских целях используются цветки или, реже, листья растения для облегчения кашля. Корни рекомендуются как обволакивающее и успокаивающее средство при желудочно-кишечных заболеваниях.
Образует много пыльцы, которую пчёлы охотно собирают вместе с нектаром.
| Общий вид | Листья | Соцветия | Цветок | Семена |